# Ṽ
Ṽ, ṽ는 국제 음성 기호에서 비음화된 유성 순치 마찰음을 나타낸다.
- 이 글자는 게르만어파에서 과거에 사용했으나, 현재 쓰는 언어는 틀라티어라는 인공어에서 양순 연구개 접근음을 나타내는데 쓰인다.